# Ksar Bouziri
Ksar Bouziri est un ksar de Tunisie situé dans le gouvernorat de Tataouine.

## Localisation
Le ksar, qu'Abdesmad Zaïed classe parmi les « anciens villages pitonniers berbères », est situé au pied d'un piton dans une position défensive et peu visible de loin. Il abrite deux citernes et une huilerie.
Des habitations troglodytes, des huileries et un cimetière se trouvent à proximité.

## Histoire
Le site est très ancien d'après Zaïed, Kamel Laroussi faisant remonter sa fondation au XVIIIe siècle.
Le 10 janvier 2020, le gouvernement tunisien propose le site pour un futur classement sur la liste du patrimoine mondial de l'Unesco. Le 21 janvier 2021, un arrêté en fait un monument classé.

## Aménagement
Il est constitué de deux parties : une ancienne de forme ovale (diamètre de 35 mètres) et une extension sous la forme d'un couloir entre l'entrée couverte (skifa) et une mosquée hors d'usage.
Le ksar compte environ 130 ghorfas dont 59 dans l'extension et 32 effondrées, ce qui reste se répartissant principalement sur deux étages dans la partie ancienne et un dans l'extension, avec trois étages dans quelques rares cas.
De nos jours, le site est largement en ruine.